# وینتونوتیتان
وینتونوتیتان (نام علمی: Wintonotitan) نام یک گونه از کلاد نوخزنده‌پایان است.